# Castillo de Castillo de Garcimuñoz

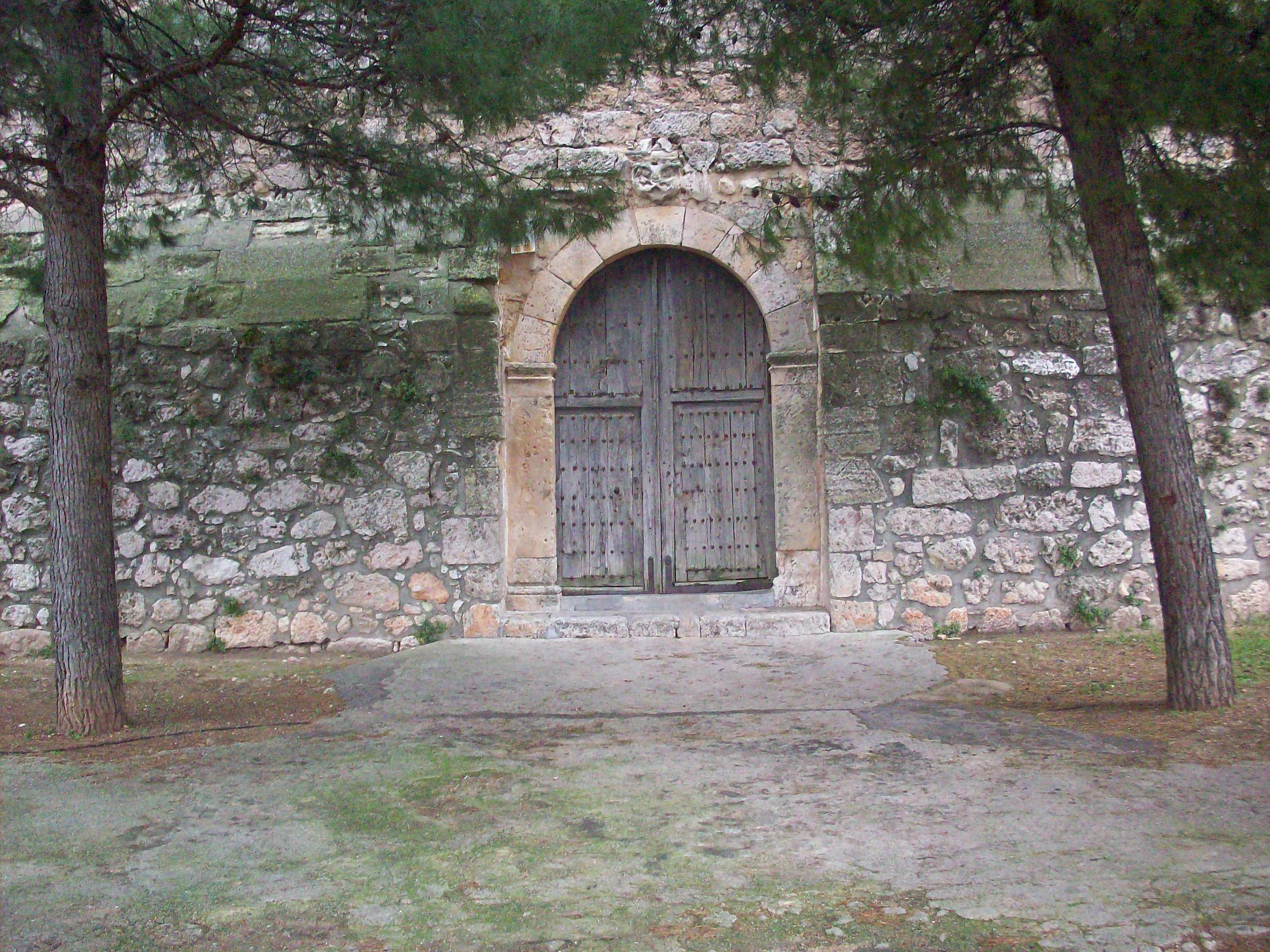
Puerta de entrada al castillo.

El castillo de Castillo de Garcimuñoz es una fortaleza situada en el municipio español de Castillo de Garcimuñoz, en la provincia de Cuenca, Castilla-La Mancha. El actual castillo se levantó por orden del maestre don Juan Pacheco, marqués de Villena, sobre las ruinas de una alcazaba anterior, en la segunda mitad del siglo XV.

## Descripción
Su estado actual corresponde al de una construcción de estilo transición entre el gótico y el Renacimiento, mostrando influencias italianas. Está formado por un cuerpo cuadrado, con fuertes muros, flanqueados por gruesos torreones circulares y anchas plataformas. Se conserva todo el recinto de los muros exteriores con troneras, pero el interior está destruido, excepto las edificaciones de los sótanos, que fueron usadas como cementerio en el siglo XIX. El único motivo decorativo que se distingue en esta fortaleza es la portada, que aparece en un lienzo que se desplaza dentro de uno de los paños, supuestamente donde estaba ubicada la antigua portada del alcázar árabe. 
Está construido de sillarejo y argamasa. Sus muros, de casi tres metros de espesor, están construidos para resistir el ataque de la artillería de la época. En la parte baja, además está reforzado por un talud que dificulta su conquista.
Tiene forma de cuadrado irregular. Sus esquinas están fortificadas con torres cubo de planta circular. El del Norte era su torre del homenaje. Estos torreones tienen cúpula de ladrillo y estaban coronados con casamatas o amplias plataformas para el emplazamiento de la artillería.
Tuvo en tiempos dos plantas más la baja y el ático, dispuestas en torno a un patio central o patio de armas. En la primera planta destacan troneras de última época, denominadas de cruz y orbe. En el segundo piso de su lado Noroeste destacan cinco ventanas góticas con forma de cruz. Tanto en los lienzos como en los cubos posee el clásico cordón o bocel decorativo, característico de las fortificaciones del siglo XV.

## Historia

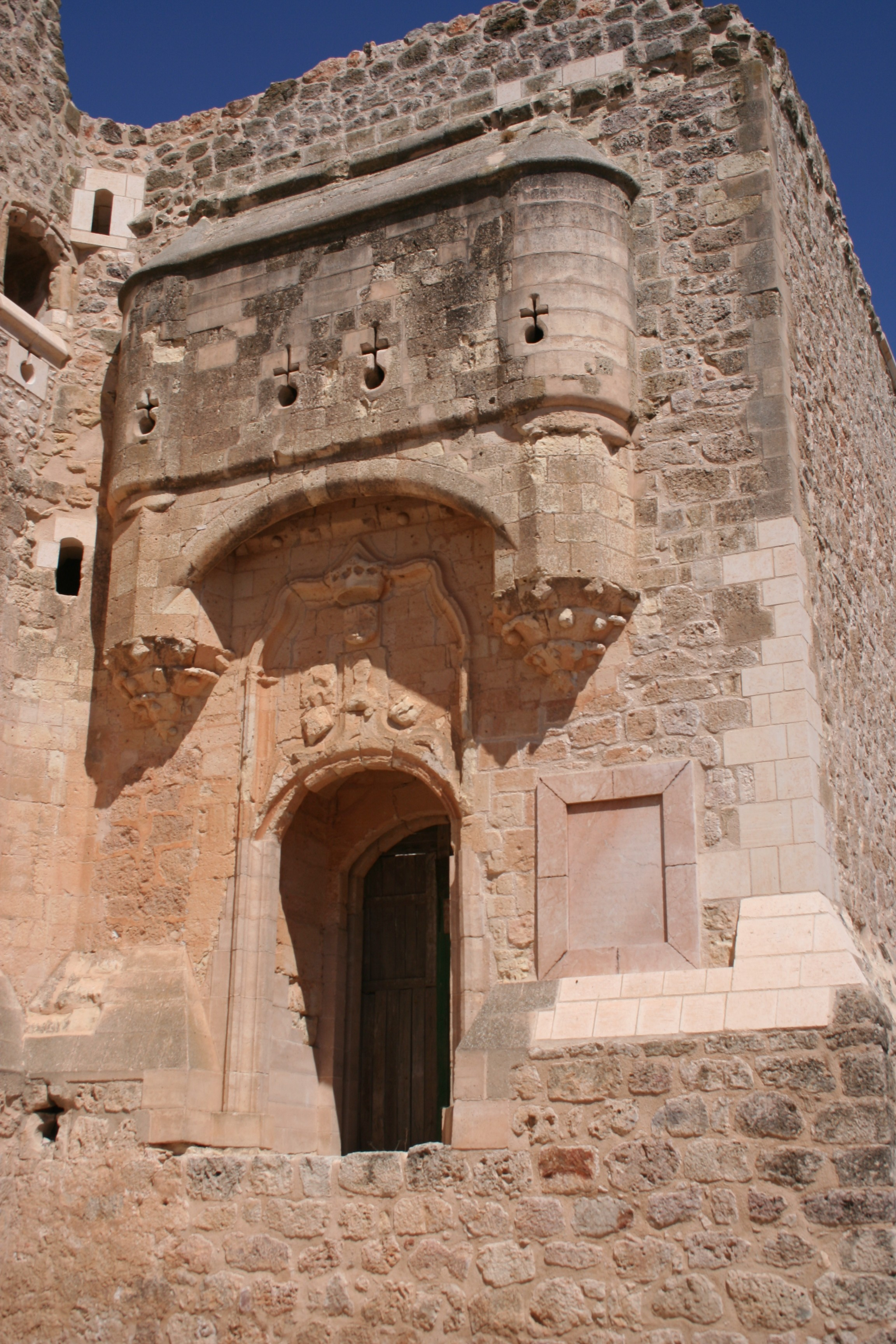
Portada

El origen de la alcazaba árabe que debió existir previamente es incierto; según documentos aparecidos debió de ser antes de 1177, año de la reconquista, cuando se edificó una primera fortaleza, antecedente de la actual. Sus restos se descubrieron en el año 1974 al proceder a la limpieza del antiguo cementerio. Son muros de material pobre; aún se conservan las conducciones de agua y el mismo aljibe de la fortaleza.
El castillo que conocemos actualmente comenzó a construirse en 1458 sobre los restos del anterior que fue demolido. El maestro que lo construyó fue Martín Sánchez Bonifacio, uno de los integrantes de la escuela de Toledo. 
Durante el siglo XVII se lleva a cabo una destrucción y rebaje de sus lienzos y torres, la cual sucede a partir del año 1663 cuando una crujía del castillo se convierte en la actual iglesia de san Juan Bautista, inaugurada en 1708. Los muros del castillo sirvieron de cantera para las obras de la iglesia.

## Rehabilitación
En 2003 el Ministerio de Fomento convocó un concurso de ideas para rehabilitar la fortaleza que fue ganado por la arquitecto Izaskun Chinchilla. 
En abril de 2008 se iniciaron las obras de rehabilitación que posteriormente fueron suspendidas al quebrar la empresa que las hacía. La intervención se concibe como una implantación de piezas autónomas que persiguen un triple objetivo: consolidar la obra existente evitando su deterioro; convertir en accesibles algunas estancias de las antiguas edificaciones; e introducir nuevos usos de carácter cultural. El proyecto restaura estancias originales e incorpora nuevos usos culturales. La intervención afecta a la entrada, el patio de armas y las dos torres situadas al norte; la iglesia, al sur del conjunto, no está incluida en la actuación. A fin de facilitar la museización de los espacios, el proyecto establece un recorrido lineal en forma de anillo que recorre las principales estancias originales, al tiempo que agrupa los nuevos usos. El prisma edificado da acceso a los diferentes niveles, y alberga videoteca y fonoteca, además de soportar la pantalla de proyección; su disposición evita ocultar las fachadas interiores del castillo.
En marzo de 2016 se entregó la obra al ayuntamiento y a mediados de abril se abrió al público para visitas turísticas.
La rehabilitación ha causado polémica por el choque de estilos entre la construcción histórica y las instalaciones modernas a las que sirve de contenedor.